# Claudiu Grozea
Claudiu Grozea (* 14. Oktober 1982 in Ploiești) ist ein ehemaliger rumänischer Eisschnellläufer.

## Werdegang
Grozea wurde zweimal rumänischer Juniorenmeister und kam bei den Juniorenweltmeisterschaften 2002 in Klobenstein auf den 43. Platz im Kleinen Vierkampf sowie auf den achten Rang in der Teamverfolgung. In der Saison 2002/03 nahm er in Erfurt erstmals am Eisschnelllauf-Weltcup teil, wobei er in der B-Gruppe den 44. Platz über 1500 m und den 35. Platz über 5000 m errang und erreichte in Inzell mit dem 36. Platz über 100 m sein bestes Ergebnis im Weltcupeinzel. In den folgenden Jahren lief er bei der Mehrkampfeuropameisterschaft 2004 in Heerenveen auf den 24. Platz, bei der Mehrkampfeuropameisterschaft 2005 auf den 28. Rang und bei den Olympischen Winterspielen 2006 in Turin auf den 26. Platz über 5000 m. In der Saison 2006/07 belegte er bei der Mehrkampfeuropameisterschaft 2007 in Klobenstein den 28. Platz und bei der Winter-Universiade 2007 in Turin den 36. Platz über 1500 m, den 20. Rang über 5000 m sowie den zehnten Platz über 10000 m. Seinen letzten Weltcup absolvierte er im November 2010 in Berlin, welchen er in der B-Gruppe auf dem 25. Platz über 1500 m beendete.
Grozea wurde jeweils dreimal rumänischer Meister über 5000 m (2003–2005), über 1000 m (2003–2005) und im Kleinen-Vierkampf (1999, 2003, 2005) sowie jeweils zweimal über 1500 m (2004, 2005) und 3000 m (2003, 2005).

## Erfolge

### Olympische Spiele
- 2006 Turin: 26. Platz 5000 m

### Europameisterschaften
- 2004 Heerenveen: 24. Platz Großer Vierkampf
- 2005 Heerenveen: 28. Platz Großer Vierkampf
- 2007 Klobenstein: 28. Platz Großer Vierkampf

## Persönliche Bestzeiten
| Disziplin | Zeit         | Datum             | Ort            |
| --------- | ------------ | ----------------- | -------------- |
| 500 m     | 38,71 s      | 20. November 2009 | Calgary        |
| 1000 m    | 1:13,79 min  | 20. November 2005 | Salt Lake City |
| 1500 m    | 1:51,29 min  | 4. Dezember 2009  | Calgary        |
| 3000 m    | 3:54,12 min  | 20. Oktober 2006  | Calgary        |
| 5000 m    | 6:35,27 min  | 19. November 2005 | Salt Lake City |
| 10000 m   | 14:12,21 min | 17. Februar 2007  | Erfurt         |